# Vauxcéré
Vauxcéré est une commune déléguée de Les Septvallons et une ancienne commune française située dans le département de l'Aisne, en région Hauts-de-France.
L'ancienne commune, à la suite d'une décision du conseil municipal et par arrêté préfectoral du 9 novembre 2015, est devenue une commune déléguée de la nouvelle commune, Les Septvallons, depuis le 1er janvier 2016.

## Géographie
Vauxcéré est située au sud-est du département de l'Aisne, à vol d'oiseau à 25,3 km au sud de la préfecture de Laon, et à 22,9 km à l'est de la sous-préfecture de Soissons. Elle se trouve à 2,3 km de Longueval-Barbonval, chef-lieu de la commune de Les Septvallons. 
Avant la création de la commune nouvelle de Les Septvallons, le 1er janvier 2016, Vauxcéré était limitrophe de 6 communes, Perles (2,2 km), Longueval-Barbonval (2,3 km), Blanzy-lès-Fismes (2,7 km), Paars (3 km), Dhuizel (3 km) et Bazoches-sur-Vesles (4 km).
| Dhuizel |                     | Longueval-Barbonval |
|         | Vauxcéré            | Blanzy-lès-Fismes   |
| Paars   | Bazoches-sur-Vesles | Perles              |

## Toponymie
Le nom de la localité est attesté sous les formes Vauserée (1240) ; Vaussoré (XIVe siècle) ; Vauseray (1579) ; Vausseré (1609) ; Vauceré (1709) ; Vaulseré (1717).

## Histoire

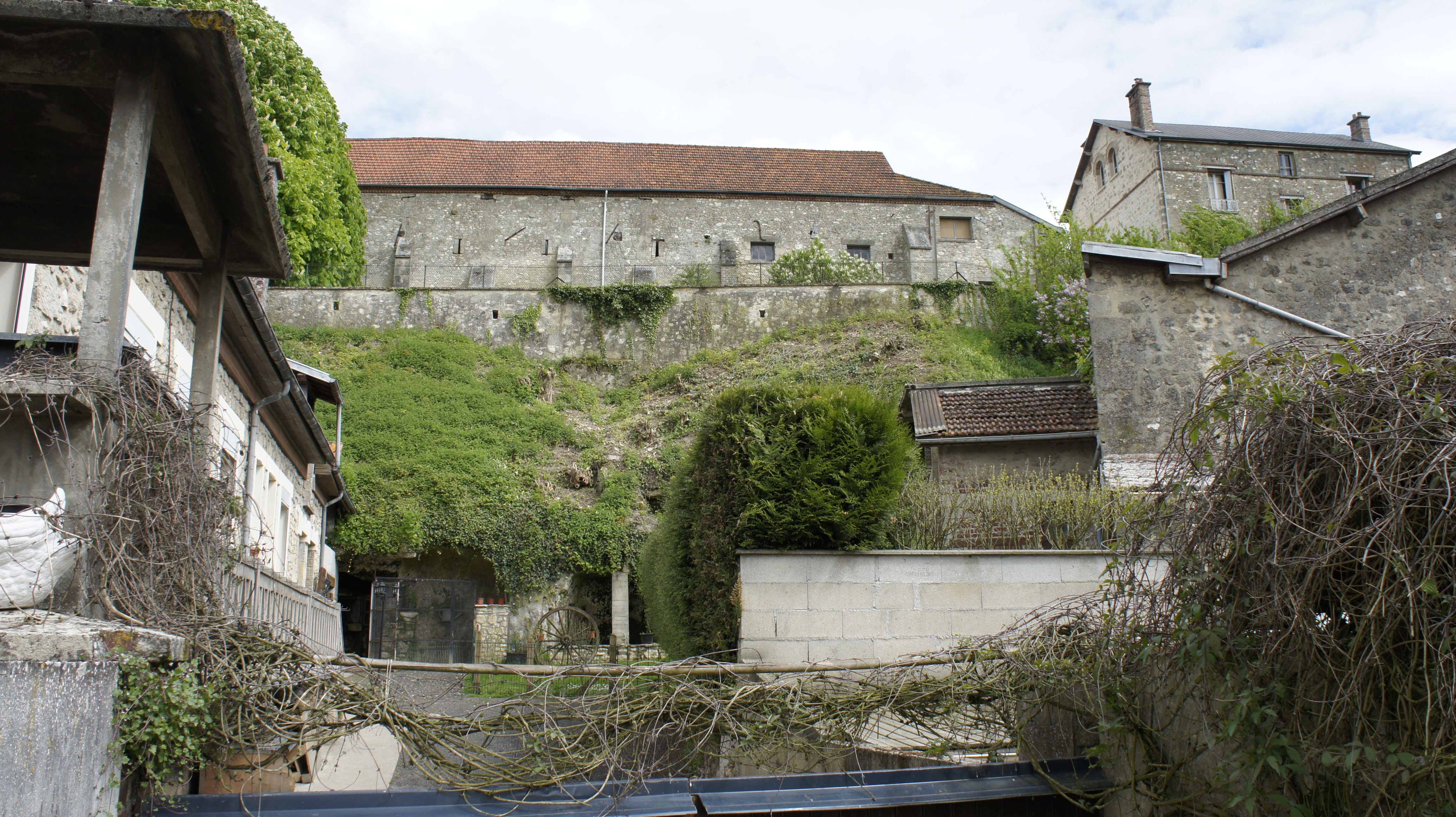
En terrasses et demi-troglodytes.

Le village construit en hauteur avait autrefois un château dont il ne reste que le nom de la rue. L'église endommagée par la Première Guerre mondiale a été rebâtie mais a perdu son ancien clocher.

## Politique et administration

### Liste des maires
| Période                                  | Période       | Identité  | Étiquette | Qualité                                     |
| ---------------------------------------- | ------------- | --------- | --------- | ------------------------------------------- |
| avant 1874                               | 1875          | Tétart    |           |                                             |
| Les données manquantes sont à compléter. |               |           |           |                                             |
| mars 2001                                | décembre 2015 | Yves Menu | DVG       | Agriculteur Réélu pour le mandat 2014-2020, |

### Liste des maires délégués
| Période                                  | Période                       | Identité    | Étiquette | Qualité                                                       |
| ---------------------------------------- | ----------------------------- | ----------- | --------- | ------------------------------------------------------------- |
| janvier 2016                             | mai 2020                      | Yves Menu   | DVG       | Agriculteur                                                   |
| mai 2020                                 | En cours (au 18 juillet 2020) | Michel Huet |           | Professeur des écoles Maire-adjoint des Septvallons (2020 → ) |
| Les données manquantes sont à compléter. |                               |             |           |                                                               |

## Démographie
L'évolution du nombre d'habitants est connue à travers les recensements de la population effectués dans la commune depuis 1793. Pour les communes de moins de 10 000 habitants, une enquête de recensement portant sur toute la population est réalisée tous les cinq ans, les populations de référence des années intermédiaires étant quant à elles estimées par interpolation ou extrapolation. Pour la commune, le premier recensement exhaustif entrant dans le cadre du nouveau dispositif a été réalisé en 2008.

En 2022, la commune comptait 89 habitants, en évolution de +21,92 % par rapport à 2016 (Aisne : −1,97 %, France hors Mayotte : +2,11 %).
| 1793 | 1800 | 1806 | 1821 | 1831 | 1836 | 1841 | 1846 | 1851 |
| ---- | ---- | ---- | ---- | ---- | ---- | ---- | ---- | ---- |
| 205  | 224  | 227  | 190  | 217  | 242  | 210  | 206  | 510  |

| 1856 | 1861 | 1866 | 1872 | 1876 | 1881 | 1886 | 1891 | 1896 |
| ---- | ---- | ---- | ---- | ---- | ---- | ---- | ---- | ---- |
| 210  | 220  | 222  | 202  | 180  | 192  | 193  | 196  | 173  |

| 1901 | 1906 | 1911 | 1921 | 1926 | 1931 | 1936 | 1946 | 1954 |
| ---- | ---- | ---- | ---- | ---- | ---- | ---- | ---- | ---- |
| 168  | 162  | 168  | 105  | 105  | 118  | 113  | 125  | 137  |

| 1962 | 1968 | 1975 | 1982 | 1990 | 1999 | 2006 | 2008 | 2013 |
| ---- | ---- | ---- | ---- | ---- | ---- | ---- | ---- | ---- |
| 112  | 104  | 82   | 90   | 83   | 96   | 108  | 111  | 83   |

| 2018 | 2022 | - | - | - | - | - | - | - |
| ---- | ---- | - | - | - | - | - | - | - |
| 67   | 89   | - | - | - | - | - | - | - |

## Lieux et monuments

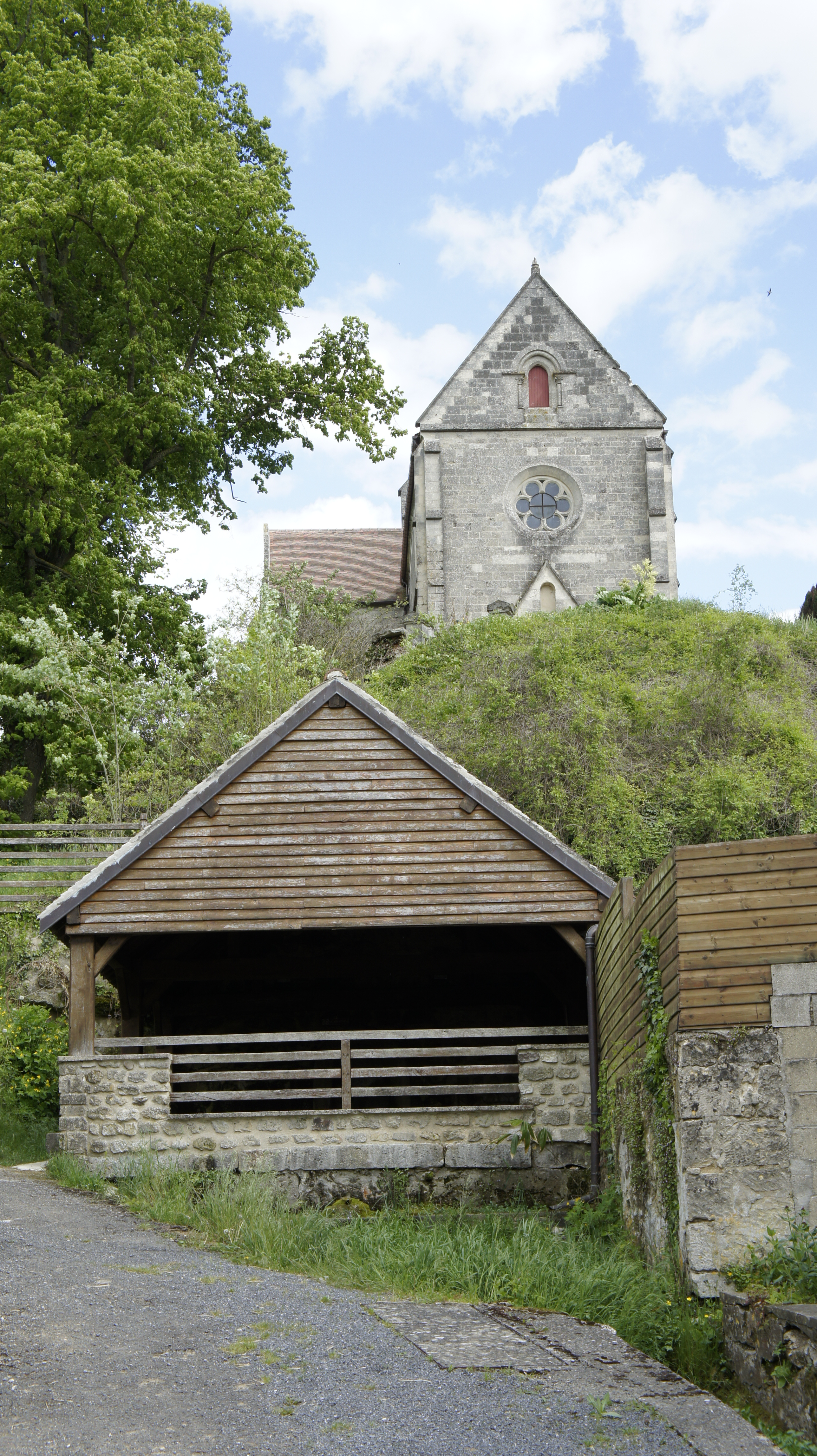
Lavoir et église.

- Église paroissiale de Vauxcéré du XIIe siècle,
- les sources et fontaines,
- les caves semi-troglodytes.